# UCI ворлд тур
 ворлд тур (2009–2010: UCI свјетско рангирање), првостепено је такмичење у друмском бициклизму за мушкарце, које је изнад  про серије и трећег степена,  континенталних такмичења. Настао је као UCI свјетско рангирање 2009. године, за рангирање возача на основу освојених поена на тркама, а 2011. је спојен са  про туром у јединствено такмичење под називом UCI ворлд тур. Године 2016. покренуто је поново  свјетско рангирање, који рангира возаче на основу освојених поена на свим тркама, док је рангирање у оквиру  ворлд тура укинуто на крају 2018. а обухватало је само поене освојене на UCI ворлд тур тркама од стране возача који возе у  ворлд тур тимовима.
Од 2019. до 2021. било је укупно 38 трка у UCI ворлд туру, након чега су неке деградиране и од 2021. до 2024. било је 35 трка, док је од 2025. укупно 36 трка. Ворлд тур тимови нису били обавезни да возе десет трка које су у календар додате послије 2017. али од 2026. могу да прескоче само једну ворлд тур трку у сезони.
Рекордер по броју освојеног индивидуалног рангирања је Хоаким Родригез, који је три пута био побједник ворлд тура, док је Мовистар четири пута освојио тимско рангирање.
Рекордер са највише освојених ворлд тур трка је Тадеј Погачар са 31, Примож Роглич је освојио 18, а Метју ван дер Пул 15. Од тимова, Инеос гренадирс и УАЕ тим емирејтс ХРГ су освојили по 59 ворлд тур трка, а Судал—Квик-степ 51. Од држава, возачи из Белгије су освојили 75 трка, возачи из Словеније 58, а из Шпаније 44.

## Историја
До краја 2004. године, Свјетска бициклистичка унија је одржавала упоредо два такмичења, Свјетски друмски ренкинг UCI, за трке које нису дио UCI купа и Свјетски друмски куп UCI, за десет изабраних једнодневних трка. Оба такмичења су 2005. спојена и основани су  про тур и  континентална такмичења. Због несугласица између UCI-ја и Амори спортске организације, која је тада организовала Тур де Франс и бројне класике, као и несугласице са тадашњим организаторима Ђиро д’Италије и Вуелта а Еспање, UCI про тур је 2008. био такмичење за рангирање у којем су учествовали само један монументални класик и три друга класика, због чега је 2009. организовано посебно UCI свјетско рангирање, у којем су се рачунали бодови освојени и на UCI про тур тркама и на другим тркама.
На почетку 2011. UCI про тур и UCI свјетско рангирање су поново спојени. Такмичење за рангирање је названо UCI ворлд тур, док је назив UCI про тим, за регистрацију тимова у највећем степену, остао у употреби до краја 2014. године, а од 2015. тимови у највећем степену друмског бициклизма називају се  ворлд тур тимови. Сви ворлд тур тимови имају аутоматски обезбијеђено учешће на свим UCI ворлд тур тркама, а од 2026. могу да прескоче само једну у сезони.
Каћуша је завршила на другом мјесту у рангирању тимова 2012. али првобитно није добила мјесто у првом степену тимова за сезону 2013. Послије жалбе Суду за спортску арбитражу у фебруару 2013. добила је мјесто у првом степену, након што је већ пропустила Тур даун андер. UCI је првобитно мјесто Каћуше уступио другом тиму, који је напредовао из другог степена — про континенталног, али је након пресуде, објављено да ће Каћуша задржати мјесто у првом степену и да ће у сезони 2013. бити 19 про тур тимова, умјесто 18, као до тада. Године 2015. након промјене термина у UCI ворлд тур тимови, било је само 17 тимова у првом степену јер није било захтјева за 18 мјесто. Године 2016. покренуто је ново такмичење за рангирање —  свјетско рангирање. Рангирање у оквиру  ворлд тура обухватало је само UCI ворлд тур трке, као и само возаче који возе у  ворлд тур тимовима, док UCI свјетско рангирање обухвата све трке широм свијета и све возаче, укључујући и возаче до 23 године. Челни људи су изјавили да је идеја да створе рангирање по узору на АТП ранг листу. Рангирање у оквиру ворлд тура престало је да постоји након сезоне 2018.
На почетку 2017. UCI је додао десет трка у ворлд тур, чиме је достигнут број од укупно 38 трка. Додате су Тур оф Калифорнија, Тур оф Катар, Абу Даби Тур, Тур оф Турки, Дварс дор Фландерен, Омплоп хет Нијувсблад, Кадел Еванс грејт океан роад рејс, Лондон—Сари класик, Ешборн—Франкфурт и Страде Бјанке, али ворлд тур тимови нису били обавезни да их возе. Године 2019. трка Дридагсе Бриж—Де Пан је прикључена ворлд туру, док су се трке Абу Даби Тур и Дубаи Тур спојиле у трку УАЕ Тур.
Од 2019. UCI је започео реконструкцију ворлд тура, тако да два најбоља про континентална тима на крају сезоне имају загарантовано мјесто на свим ворлд тур тркама за наредну сезону, а трећи на једнодневним ворлд тур тркама. Од сезоне 2020. покренуто је другостепено такмичење —  про серије, које се налази испод ворлд тура, али изнад континенталних такмичења, а исте године је Тур оф Турки деградирана у про серије. Крајем 2018. најављено је оснивање класик серије у оквиру ворлд тура, која је требало да обухвата око 20 класика, укључујући и пет монументалних класика, али је у децембру 2019. објављено да се оснивање класик серије одлаже до 2021.
 ворлд тимови могу да имају највише 30 возача, 28 професионалних и два возача који тек почињу професионалну каријеру. Због пандемије ковида 19, UCI  је проширио дозвољени број возача за 2021. на 32, за 2022. на 31, док је од 2023. дозвољени број возача враћен на 30. У априлу 2022. представљен је систем трогодишњег бодовања према којем је предвиђено да ворлд тур лиценце за период од 2023. до 2025. добије 18 најбоље пласираних тимова у укупном трогодишњем рангирању од 2020. до 2022. приликом чега су из ворлд тура могли да испадну два најслабије пласирана тима уколико буду имали мање бодова од про тур тимова. На крају 2022. Лото—судал и Израел—премијер тех су завршили на 19 и 20 мјесту у трогодишњем рангирању и испали су из ворлд тура, док су ушли Алпесин—декунинк који је завршио на осмом мјесту у трогодишњем рангирању и Аркеа—самсик која је завршила на 18 мјесту. Лото—судал и Тотал енержис су били најбољи про тур тимови за сезону 2022. и имали су загарантовано учешће на свим за ворлд тур тркама наредне сезоне, али је Лото—судал одлучио да пропусти Ђиро д’Италију први пут послије 23 године да би скупљали бодове на другим тркама, како би на крају сезоне били међу два најбоља про тур тима и имали загарантовано учешће на ворлд тур тркама наредне сезоне. Израел—премијер тех је након што је испао из ворлд тура 2022. био трећи најбољи про тур тим, чиме је имао право да учествује на свим једнодневним ворлд тур тркама, али је UCI одлучио да додијели тиму специјалну позивницу и за све етапне ворлд тур трке, наводећи да је то након три године значајних преокрета због пандемије. Лото—дестини је одлучио да не учествује на Ђиро д’Италији ни 2024. пропуствши је другу годину заредом. Године 2025. тимови су захтијевали да се одобри додатно мјесто за гранд тур трке због тога што два најбоља про тур тима имају загарантовано учешће, што је UCI одобрио крајем марта.
Од сезоне 2026. донесено је правило да тимови могу да прескоче само по једну трку током сезоне у календару од трка које су увршћене 2017. а које нису били обавезни да возе, од чега исту трку могу да прескоче само једном у периоду од три године и исту трку не може исте сезоне да прескочи више од четири тима.

## Трке
ворлд тур од 2025. садржи 36 трка, од чега три гранд тур трке, пет монументалних класика, девет етапних трка у Европи, 13 класика у Европи, једну етапну трку у Аустралији, једну етапну трку у Уједињеним Арапским Емиратима, једну етапну трку у Кини, један класик у Аустралији и два класика у Канади.
| Трка                           | Регион     | Тип                                   | Датум 2025.                |
| ------------------------------ | ---------- | ------------------------------------- | -------------------------- |
| Тур даун андер                 | Аустралија | Етапна трка                           | 21–26. јануар              |
| Грејт океан роад рејс          | Аустралија | Етапна трка                           | 2. фебруар                 |
| УАЕ тур                        | УАЕ        | Етапна трка                           | 17–23. фебруар             |
| Омлоп хет Нијувсблад           | Европа     | Једнодневна трка                      | 1. март                    |
| Страде Бјанке                  | Европа     | Једнодневна трка                      | 8. март                    |
| Париз—Ница                     | Европа     | Етапна трка                           | 9–16. март                 |
| Тирено—Адријатико              | Европа     | Етапна трка                           | 10–16. март                |
| Милано—Санремо                 | Европа     | Једнодневна трка, монументални класик | 22. март                   |
| Вуелта а Каталуња              | Европа     | Етапна трка                           | 24–30. март                |
| Класик Бриж—Де Пан             | Европа     | Једнодневна трка                      | 26. март                   |
| Е3 саксо банк класик           | Европа     | Једнодневна трка                      | 28. март                   |
| Гент—Вевелгем                  | Европа     | Једнодневна трка                      | 30. март                   |
| Дварс дор Фландерен            | Европа     | Једнодневна трка                      | 2. април                   |
| Ронде ван Фландерен            | Европа     | Једнодневна трка, монументални класик | 6. април                   |
| Вуелта ал Паис Баско           | Европа     | Етапна трка                           | 7–12. април                |
| Париз—Рубе                     | Европа     | Једнодневна трка, монументални класик | 13. април                  |
| Амстел голд рејс               | Европа     | Једнодневна трка                      | 20. април                  |
| Флеш Валон                     | Европа     | Једнодневна трка                      | 23. април                  |
| Лијеж—Бастоњ—Лијеж             | Европа     | Једнодневна трка, монументални класик | 27. април                  |
| Тур де Романди                 | Европа     | Етапна трка                           | 29. април – 4. мај         |
| Ешборн—Франкфурт               | Европа     | Једнодневна трка                      | 1. мај                     |
| Ђиро д’Италија                 | Европа     | Етапна трка, гранд тур трка           | 9. мај – 1. јун            |
| Критеријум ди Дофине           | Европа     | Етапна трка                           | 8–15. јун                  |
| Тур де Свис                    | Европа     | Етапна трка                           | 15–22. јун                 |
| Копенхаген спринт              | Европа     | Једнодневна трка                      | 22. јун                    |
| Тур де Франс                   | Европа     | Етапна трка, гранд тур трка           | 5–27. јул                  |
| Класика де Сан Себастијан      | Европа     | Једнодневна трка                      | 2. август                  |
| Тур де Полоње                  | Европа     | Етапна трка                           | 4–10. август               |
| Хамбург сајкласик              | Европа     | Једнодневна трка                      | 17. август                 |
| / Реневи тур                   | Европа     | Једнодневна трка                      | 20–24. август              |
| Вуелта а Еспања                | Европа     | Етапна трка, гранд тур трка           | 23. август – 14. септембар |
| Бретање класик Уест—Франс      | Европа     | Једнодневна трка                      | 31. август                 |
| Гран при сајклисте де Квебек   | Канада     | Једнодневна трка                      | 12. септембар              |
| Гран при сајклисте де Монтреал | Канада     | Једнодневна трка                      | 14. септембар              |
| Ђиро ди Ломбардија             | Европа     | Једнодневна трка, монументални класик | 11. октобар                |
| Тур оф Гуангси                 | Кина       | Етапна трка                           | 14–19. октобар             |

## Систем бодовања
У оквиру Свјетског рангирања 2009. и 2010. бодове су добијали возачи из про тур и про континенталних тимова, тада два највећа степена тимова у бициклизму, а након спајања Свјетског рангирања и про тура у ворлд тур 2011. бодове на ворлд тур тркама су добијали једино возачи из про тур тимова, тадашњег највишег степена тимова у бициклизму. Назив про тур тимови за први степен тимова је промијењен у ворлд тур тимови на почетку 2015. године, а затим је промијењен систем бодовања, који је трајао до краја сезоне 2018. када је укинуто рангирање у оквиру ворлд тура.
| Трка | Трка | Бодови (2016–2018) | Бодови (2016–2018) | Бодови (2016–2018) | Бодови (2016–2018)                            |
| Трка | Трка | Побједник          | Другопласирани     | Трећепласирани     | Последња позиција за коју се додјељују бодови |
| --- | --- | ------------------ | ------------------ | ------------------ | --------------------------------------------- |
| Тур де Франс | Коначни пласман | 1000               | 800                | 675                | 60 (10 бодова)                                |
| Тур де Франс | Етапе | 120                | 50                 | 25                 | 5 (5 бодова)                                  |
| Ђиро д’Италија Вуелта а Еспања | Коначни пласман | 850                | 680                | 575                | 60 (8 бодова)                                 |
| Ђиро д’Италија Вуелта а Еспања | Етапе | 100                | 40                 | 20                 | 5 (4 бода)                                    |
| Тур даун андер Париз—Ница Тирено—Адријатико Тур де Романди Критеријум ди Дофине Тур де Свис                                                                                    | Коначни пласман | 500                | 400                | 325                | 60 (3 бода)                                   |
| Тур даун андер Париз—Ница Тирено—Адријатико Тур де Романди Критеријум ди Дофине Тур де Свис                                                                                    | Етапе | 60                 | 25                 | 10                 | –                                             |
| Вуелта а Каталуња Вуелта ал Паис Баско Тур де Полоње Бинкбанк Тур | Коначни пласман | 400                | 320                | 260                | 60 (2 бода)                                   |
| Вуелта а Каталуња Вуелта ал Паис Баско Тур де Полоње Бинкбанк Тур | Етапе | 50                 | 20                 | 8                  | –                                             |
| УАЕ Тур Тур оф Гуангси | Коначни пласман | 300                | 250                | 215                | 60 (1 бод)                                    |
| УАЕ Тур Тур оф Гуангси | Етапе | 40                 | 15                 | 6                  | –                                             |
| Милано—Санремо Гент—Вевелгем Ронде ван Фландерен Париз—Рубе Амстел голд рејс Лијеж—Бастоњ—Лијеж Гран при сајклисте де Квебек Гран при сајклисте де Монтреал Ђиро ди Ломбардија | Милано—Санремо Гент—Вевелгем Ронде ван Фландерен Париз—Рубе Амстел голд рејс Лијеж—Бастоњ—Лијеж Гран при сајклисте де Квебек Гран при сајклисте де Монтреал Ђиро ди Ломбардија | 500                | 400                | 325                | 60 (3 бода)                                   |
| Е3 Бинкбанк Флеш Валон Класик Сан Себастијан Јуроајс сајкласик Бретање класик                                                                                                  | Е3 Бинкбанк Флеш Валон Класик Сан Себастијан Јуроајс сајкласик Бретање класик                                                                                                  | 400                | 320                | 260                | 60 (2 бода)                                   |
| Кадел Еванс грејт океан роад рејс Омлоп хет Ниувсблад Страде Бјанке Дварс дор Фландерен Ешборн—Франкфурт Лондон—Сари класик Дридагсе Бриж—Де Пан                               | Кадел Еванс грејт океан роад рејс Омлоп хет Ниувсблад Страде Бјанке Дварс дор Фландерен Ешборн—Франкфурт Лондон—Сари класик Дридагсе Бриж—Де Пан                               | 300                | 250                | 215                | 60 (1 бод)                                    |

## Резултати

### Индивидуално рангирање (2009–2018)
| Година | 1                                     | 1    | 2                                     | 2    | 3                                       | 3    | 4                                          | 4       | 5                                      | 5       |
| ------ | ------------------------------------- | ---- | ------------------------------------- | ---- | --------------------------------------- | ---- | ------------------------------------------ | ------- | -------------------------------------- | ------- |
| 2009.  | Алберто Контадор (ESP) · Астана       | 527  | Алехандро Валверде (ESP) · Мовистар   | 483  | Самуел Санчез (ESP) · Еускалтел         | 357  | Анди Шлек (LUX) · Саксо банк               | 334     | Кадел Еванс (AUS) · Силенс—Лото        | 333     |
| 2010.  | Хоаким Родригез (ESP) · Каћуша        | 561  | Филип Жилбер (BEL) · Омега фарма—лото | 437  | Луис Леон Санчез (ESP) · Мовистар       | 413  | Кадел Еванс (AUS) · БМЦ                    | 390     | Винченцо Нибали (ITA) · Ликвигас—Дојмо | 390     |
| 2011.  | Филип Жилбер (BEL) · Омега фарма—лото | 718  | Кадел Еванс (AUS) · БМЦ               | 584  | Хоаким Родригез (ESP) · Каћуша          | 446  | Микеле Скарпони (ITA) · Лампре—ИСД         | 419     | Тони Мартин (GER) · ХТЦ—Хајроад        | 349     |
| 2012.  | Хоаким Родригез (ESP) · Каћуша        | 692  | Бредли Вигинс (GBR) · Скај            | 601  | Том Бонен (BEL) · Омега фарма—квик степ | 410  | Винченцо Нибали (ITA) · Ликвигас—Кенондејл | 400     | Алехандро Валверде (ESP) · Мовистар    | 394     |
| 2013.  | Хоаким Родригез (ESP) · Каћуша        | 607  | Крис Фрум (GBR) · Скај                | 587  | Алехандро Валверде (ESP) · Мовистар     | 540  | Петер Саган (SVK) · Кенондејл              | 491     | Винченцо Нибали (ITA) · Астана         | 474     |
| 2014.  | Алехандро Валверде (ESP) · Мовистар   | 686  | Алберто Контадор (ESP) · Тинкоф—Саксо | 620  | Сајмон Геранс (AUS) · Орика—Грин Еџ     | 478  | Руи Коста (POR) · Лампре—Мерида            | 461     | Винченцо Нибали (ITA) · Астана         | 392     |
| 2015.  | Алехандро Валверде (ESP) · Мовистар   | 675  | Хоаким Родригез (ESP) · Каћуша        | 474  | Наиро Кинтана (COL) · Мовистар          | 457  | Александер Кристоф (NOR) · Каћуша          | 453     | Фабио Ару (ITA) · Астана               | 448     |
| 2016.  | Петер Саган (SVK) · Тинкоф            | 669  | Наиро Кинтана (COL) · Мовистар        | 609  | Крис Фрум (GBR) · Скај                  | 564  | Алехандро Валверде (ESP) · Мовистар        | 436     | Алберто Контадор (ESP) · Тинкоф        | 428     |
| 2017.  | Грег ван Авермат (BEL) · БМЦ          | 3582 | Крис Фрум (GBR) · Скај                | 3452 | Том Димулен (NED) · Санвеб              | 2545 | Петер Саган (SVK) · Боро ханзгро           | 2544    | Винченцо Нибали (ITA) · Бахреин—Мерида | 2196    |
| 2018.  | Сајмон Јејтс (GBR) · Мичелтон —Скот   | 3072 | Петер Саган (SVK) · Боро ханзгро      | 2992 | Алехандро Валверде (ESP) · Мовистар     | 2609 | Герент Томас (GBR) · Скај                  | 2534.25 | Грег ван Авермат (BEL) · БМЦ           | 2442.14 |

### Рангирање тимова (2009–2018)
| Година | 1                | 2               | 3                  |
| ------ | ---------------- | --------------- | ------------------ |
| 2009.  | Астана           | Кес д’Епарњ     | Колумбија—Хајроад  |
| 2010.  | Саксо банк       | Ликвигас—Дојмо  | Рабобанк           |
| 2011.  | Омега Фарма—лото | Скај            | Леопард Трек       |
| 2012.  | Скај             | Каћуша          | Ликвигас—Кенондејл |
| 2013.  | Мовистар         | Скај            | Каћуша             |
| 2014.  | Мовистар         | БМЦ             | Тинкоф—Саксо       |
| 2015.  | Мовистар         | Каћуша          | Скај               |
| 2016.  | Мовистар         | Тинкоф          | Скај               |
| 2017.  | Скај             | Квик-степ флорс | БМЦ                |
| 2018.  | Квик-степ флорс  | Скај            | Боро ханзгро       |

### Рангирање држава (2009–2016)
| Година | 1       | 2                    | 3                    |
| ------ | ------- | -------------------- | -------------------- |
| 2009.  | Шпанија | Италија              | Аустралија           |
| 2010.  | Шпанија | Италија              | Белгија              |
| 2011.  | Италија | Белгија              | Аустралија           |
| 2012.  | Шпанија | Уједињено Краљевство | Италија              |
| 2013.  | Шпанија | Италија              | Колумбија            |
| 2014.  | Шпанија | Италија              | Белгија              |
| 2015.  | Шпанија | Италија              | Колумбија            |
| 2016.  | Шпанија | Колумбија            | Уједињено Краљевство |

## Побједници трка

### Побједници (2009—2016)
| Година                | 2009.                 | 2010.                 | 2011.             | 2012.              | 2013.             | 2014.             | 2015.                 | 2016.                 |
| --------------------- | --------------------- | --------------------- | ----------------- | ------------------ | ----------------- | ----------------- | --------------------- | --------------------- |
| Сантос Тур даун андер | Дејвис                | Грајпел (1/2)         | Мејер             | Геранс (2/9)       | Слагтер           | Геранс (5/9)      | Денис                 | Геранс (9/9)          |
| Париз—Ница            | Л. Л. Санчез (1/3)    | Контадор (3/9)        | Т. Мартин (2/4)   | Вигинс (2/5)       | Порт (1/8)        | Бетанкур          | Порт (2/8)            | Томас (2/6)           |
| Тирено—Адријатико     | Скарпони (1/3)        | Гарцели               | Еванс (2/4)       | Нибали (2/9)       | Нибали (3/9)      | Контадор (5/9)    | Кинтана (3/7)         | Ван Авермат (1/7)     |
| Милано—Санремо        | Кевендиш              | Фреире                | Гос (2/2)         | Геранс (3/9)       | Циолек            | Кристоф (1/8)     | Дегенколб (3/4)       | Демар (2/2)           |
| Вуелта а Каталуња     | Валверде (1/14)       | Х. Родригез (1/6)     | Скарпони (2/3)    | Албасини           | Д. Мартин (2/4)   | Х. Родригез (5/6) | Порт (3/8)            | Кинтана (4/7)         |
| Е3 Харелбеке          | Дио Европа тура       | Дио Европа тура       | Дио Европа тура   | Бонен (3/6)        | Канчелара (4/7)   | Саган (4/10)      | Томас (1/6)           | Квјатковски (2/8)     |
| Гент—Вевелгем         | Босон Хаген (1/5)     | Ајзел                 | Бонен (2/6)       | Бонен (4/6)        | Саган (2/10)      | Дегенколб (2/4)   | Паолини               | Саган (5/10)          |
| Ронде ван Фландерен   | Деволдер              | Канчелара (2/7)       | Нојенс            | Бонен (5/6)        | Канчелара (5/7)   | Канчелара (7/7)   | Кристоф (3/8)         | Саган (6/10)          |
| Вуелта ал Паис Баско  | Контадор (1/9)        | Хорнер (1/2)          | Кледен            | С. Санчез          | Кинтана (1/7)     | Контадор (6/9)    | Х. Родригез (6/6)     | Контадор (9/9)        |
| Париз—Рубе            | Бонен (1/6)           | Канчелара (3/7)       | Вансумерен        | Бонен (6/6)        | Канчелара (6/7)   | Терпстра (1/4)    | Дегенколб (4/4)       | Хејман                |
| Амстел голд рејс      | Иванов                | Жилбер (2/13)         | Жилбер (4/13)     | Гаспарото (1/2)    | Кројцигер (3/3)   | Жилбер (9/13)     | Квјатковски (1/8)     | Гаспарото (2/2)       |
| Флеш Валон            | Ребелин               | Еванс (1/4)           | Жилбер (5/13)     | Х. Родригез (2/6)  | Морено            | Валверде (4/14)   | Валверде (6/14)       | Валверде (8/14)       |
| Лијеж—Бастоњ—Лијеж    | А. Шлек (1/2)         | Винокуров             | Жилбер (6/13)     | Иглињски           | Д. Мартин (3/4)   | Геранс (6/9)      | Валверде (7/14)       | Пулс                  |
| Тур де Романди        | Кројцигер (1/3)       | Шпилак (1/3)          | Еванс (3/4)       | Вигинс (3/5)       | Фрум (2/12)       | Фрум (5/12)       | Закарин               | Кинтана (5/7)         |
| Ђиро д’Италија        | Мењшов                | Басо                  | Скарпони (3/3)    | Хеседал            | Нибали (4/9)      | Кинтана (2/7)     | Контадор (8/9)        | Нибали (7/9)          |
| Критеријум ди Дофине  | Валверде (2/14)       | Брајкович             | Вигинс (1/5)      | Вигинс (4/5)       | Фрум (3/12)       | Талански          | Фрум (6/12)           | Фрум (8/12)           |
| Тур де Свис           | Канчелара (1/7)       | Ф. Шлек               | Лајпхајмер        | Коста (2/5)        | Коста (3/5)       | Коста (4/5)       | Шпилак (2/3)          | Лопез (1/2)           |
| Тур де Франс          | Контадор (2/9)        | А. Шлек (2/2)         | Еванс (4/4)       | Вигинс (5/5)       | Фрум (4/12)       | Нибали (5/9)      | Фрум (7/12)           | Фрум (9/12)           |
| Класик Сан Себастијан | Кројцигер (2/3)       | Л. Л. Санчез (2/3)    | Жилбер (7/13)     | Л. Л. Санчез (3/3) | Галопен           | Валверде (5/14)   | А. Јејтс (1/6)        | Молема (1/2)          |
| Тур де Полоње         | Балан                 | Д. Мартин (1/4)       | Саган (1/10)      | Мозер              | Вининг            | Мајка             | Ј. Изагире (1/2)      | Веленс (4/7)          |
| Бинкбанк Тур          | Босон Хаген (2/5)     | Т. Мартин (1/4)       | Босон Хаген (3/5) | Бум                | Штибар (1/3)      | Веленс (1/7)      | Веленс (2/7)          | Терпстра (2/4)        |
| Вуелта а Еспања       | Валверде (3/14)       | Нибали (1/9)          | Фрум (1/12)       | Контадор (4/9)     | Хорнер (2/2)      | Контадор (7/9)    | Ару                   | Кинтана (6/7)         |
| Хамбург сајкласик     | Фарар (1/2)           | Фарар (2/2)           | Босон Хаген (4/5) | Демар (1/2)        | Дегенколб (1/4)   | Кристоф (2/8)     | Грајпел (2/2)         | Јуан                  |
| Бретање класик        | Геранс (1/9)          | Гос (1/2)             | Боле              | Босон Хаген (5/5)  | Поцато            | Шаванел           | Кристоф (4/8)         | Насен (1/2)           |
| ГП де Квебек          | Није била у календару | Воклер                | Жилбер (8/13)     | Геранс (4/9)       | Хесинк (2/2)      | Геранс (7/9)      | Уран                  | Саган (7/10)          |
| ГП де Монтреал        | Није била у календару | Хесинк (1/2)          | Коста (1/5)       | Нордог             | Саган (3/10)      | Геранс (8/9)      | Веленс (3/7)          | Ван Авермат (2/7)     |
| Ђиро ди Ломбардија    | Жилбер (1/13)         | Жилбер (3/13)         | Цојг              | Х. Родригез (3/6)  | Х. Родригез (4/6) | Д. Мартин (4/4)   | Нибали (6/9)          | Чавез                 |
| Тур оф Пекинг         | Није била у календару | Није била у календару | Т. Мартин (3/4)   | Т. Мартин (4/4)    | Инчаусти          | Жилбер (10/13)    | Није била у календару | Није била у календару |

### Побједници након проширења (2017—2021)
| Година                            | 2017.             | 2018.             | 2019.              | 2020.              | 2021.              |
| --------------------------------- | ----------------- | ----------------- | ------------------ | ------------------ | ------------------ |
| Тур даун андер                    | Порт (4/8)        | Импи (1/2)        | Импи (2/2)         | Порт (7/8)         | Отказано           |
| Кадел Еванс грејт океан роад рејс | Арнт              | Мекарти           | Вивијани (4/6)     | Девенајс           | Отказано           |
| УАЕ тур                           | Коста (5/5)       | Валверде (13/14)  | Роглич (3/17)      | А. Јејтс (2/6)     | Погачар (3/31)     |
| Омлоп хет Нијувсблад              | Ван Авермат (3/7) | Валгрен (1/2)     | Штибар (2/3)       | Стојвен (1/2)      | Балерини           |
| Страде Бјанке                     | Квјатковски (3/8) | Бенот             | Алафилип (3/6)     | Ван Арт (1/8)      | Ван дер Пул (5/15) |
| Париз—Ница                        | Енао              | Солер             | Бернал (2/5)       | Шахман (1/2)       | Шахман (2/2)       |
| Тирено—Адријатико                 | Кинтана (7/7)     | Квјатковски (6/8) | Роглич (4/18)      | С. Јејтс (2/3)     | Погачар (4/31)     |
| Милано—Санремо                    | Квјатковски (4/8) | Нибали (9/9)      | Алафилип (4/6)     | Ван Арт (2/8)      | Стојвен (2/2)      |
| Дридагсе Бриж—Де Пан              | Дио Европа тура   | Дио Европа тура   | Груневеген         | Лампар (3/3)       | С. Бенет (1/2)     |
| Е3 Саксо банк класик              | Ван Авермат (4/7) | Терпстра (3/4)    | Штибар (3/3)       | Отказано           | Асгрен (1/2)       |
| Вуелта а Каталуња                 | Валверде (9/14)   | Валверде (14/14)  | Лопез (2/2)        | Отказано           | А. Јејтс (3/6)     |
| Гент—Вевелгем                     | Ван Авермат (5/7) | Саган (9/10)      | Кристоф (8/8)      | Педерсен (1/4)     | Ван Арт (3/8)      |
| Дварс дор Фландерен               | Лампар (1/3)      | Лампар (2/3)      | Ван дер Пул (1/15) | Отказано           | Ван Барле (1/3)    |
| Ронде ван Фландерен               | Жилбер (11/13)    | Терпстра (4/4)    | Бетиол             | Ван дер Пул (4/15) | Асгрен (2/2)       |
| Вуелта ал Паис Баско              | Валверде (10/14)  | Роглич (1/18)     | Ј. Изагире (2/2)   | Отказано           | Роглич (9/18)      |
| Париз—Рубе                        | Ван Авермат (6/7) | Саган (10/10)     | Жилбер (13/13)     | Отказано           | Колбрели (2/2)     |
| Тур оф Турки                      | Улиси (2/2)       | Прадес            | Гросшартнер        | Дио про серије     | Дио про серије     |
| Амстел голд рејс                  | Жилбер (12/13)    | Валгрен (2/2)     | Ван дер Пул (2/15) | Отказано           | Ван Арт (4/8)      |
| Флеш Валон                        | Валверде (11/14)  | Алафилип (1/6)    | Алафилип (5/6)     | Ирши (1/3)         | Алафилип (6/6)     |
| Лијеж—Бастоњ—Лијеж                | Валверде (12/14)  | Јунгелс           | Фуглсанг (2/4)     | Роглич (7/18)      | Погачар (5/31)     |
| Ешборн—Франкфурт                  | Кристоф (5/8)     | Кристоф (7/8)     | Акерман (2/2)      | Отказано           | Филипсен (1/4)     |
| Тур де Романди                    | Порт (5/8)        | Роглич (2/18)     | Роглич (5/18)      | Отказано           | Томас (5/6)        |
| Тур оф Калифорнија                | Џ. Бенет          | Бернал (1/5)      | Погачар (1/31)     | Није у календару   | Није у календару   |
| Ђиро д’Италија                    | Димулен (1/2)     | Фрум (12/12)      | Карапаз (1/2)      | Гејган Харт        | Бернал (5/5)       |
| Критеријум ди Дофине              | Фуглсанг (1/4)    | Томас (3/6)       | Фуглсанг (3/4)     | Мартинез (1/2)     | Порт (8/8)         |
| Тур де Свис                       | Шпилак (3/3)      | Порт (6/8)        | Бернал (3/5)       | Отказано           | Карапаз (2/2)      |
| Тур де Франс                      | Фрум (10/12)      | Томас (4/6)       | Бернал (4/5)       | Погачар (2/31)     | Погачар (6/31)     |
| Класика де Сан Себастијан         | Квјатковски (5/8) | Алафилип (2/6)    | Евенепул (1/8)     | Отказано           | Паулес (1/2)       |
| Лондон—Сари класик                | Кристоф (6/8)     | Акерман (1/2)     | Вивијани (5/6)     | Отказано           | Није у календару   |
| Тур де Полоње                     | Тунс (1/2)        | Квјатковски (7/8) | Сиваков            | Евенепул (2/8)     | ј Алмеида (1/4)    |
| Бенелукс тур                      | Димулен (2/2)     | Мохорич (1/3)     | Де Плус            | Ван дер Пул (3/13) | Колбрели (1/2)     |
| Хамбург сајкласик                 | Вивијани (1/6)    | Вивијани (3/6)    | Вивијани (6/6)     | Отказано           | Отказано           |
| Бретање класик                    | Вивијани (2/6)    | Насен (2/2)       | Ванмарке           | Метјуз (4/6)       | Коснефроа (1/2)    |
| Вуелта а Еспања                   | Фрум (11/12)      | С. Јејтс (1/3)    | Роглич (6/18)      | Роглич (8/18)      | Роглич (10/18)     |
| ГП де Квебек                      | Саган (8/10)      | Метјуз (1/6)      | Метјуз (3/6)       | Отказано           | Отказано           |
| ГП де Монтреал                    | Улиси (1/2)       | Метјуз (2/6)      | Ван Авермат (7/7)  | Отказано           | Отказано           |
| Ђиро ди Ломбардија                | Нибали (8/9)      | Пино              | Молема (2/2)       | Фуглсанг (4/4)     | Погачар (7/31)     |
| Тур оф Гуангси                    | Веленс (5/7)      | Москон            | Мас                | Отказано           | Отказано           |

### Побједници (2022—)
| Година                    | 2022.              | 2023.              | 2024.               | 2025.               |
| ------------------------- | ------------------ | ------------------ | ------------------- | ------------------- |
| Тур даун андер            | Отказано           | Вајн               | Вилијамс (1/2)      | Нарваез             |
| Кадел Еванс рејс          | Отказано           | Мајрхофер          | Пичи                | Шмит                |
| УАЕ тур                   | Погачар (8/31)     | Евенепул (6/8)     | Ван Етвелт (1/2)    | Погачар (25/31)     |
| Омлоп хет Нијувсблад      | Ван Арт (5/8)      | Ван Барле (3/3)    | Тратник             | Вереншолд           |
| Страде Бјанке             | Погачар (9/31)     | Пидкок (1/2)       | Погачар (18/31)     | Погачар (26/31)     |
| Париз—Ница                | Роглич (11/18)     | Погачар (13/31)    | Јоргенсон (1/3)     | Јоргенсон (3/3)     |
| Тирено—Адријатико         | Погачар (10/31)    | Роглич (13/18)     | Вингегор (5/6)      | Ајусо (2/2)         |
| Милано—Санремо            | Мохорич (2/3)      | Ван дер Пул (8/15) | Филипсен (3/4)      | Ван дер Пул (13/15) |
| Класик Бриж—Де Пан        | Мерлије            | Филипсен (2/4)     | Филипсен (4/4)      | Молано              |
| Е3 Саксо банк класик      | Ван Арт (6/8)      | Ван Арт (8/8)      | Ван дер Пул (10/15) | Ван дер Пул (14/15) |
| Вуелта а Каталуња         | Игита              | Роглич (14/18)     | Погачар (14/31)     | Роглич (18/18)      |
| Гент—Вевелгем             | Грмај              | Лапорт (1/2)       | Педерсен (3/4)      | Педерсен (4/4)      |
| Дварс дор Фландерен       | Ван дер Пул (6/15) | Лапорт (2/2)       | Јоргенсон (2/3)     | Паулес (2/2)        |
| Ронде ван Фландерен       | Ван дер Пул (7/15) | Погачар (14/31)    | Ван дер Пул (11/15) | Погачар (27/31)     |
| Вуелта ал Паис Баско      | Мартинез (2/2)     | Вингегор (2/6)     | Ајусо (1/2)         | Алмеида (2/4)       |
| Париз—Рубе                | Ван Барле (2/3)    | Ван дер Пул (9/15) | Ван дер Пул (12/15) | Ван дер Пул (15/15) |
| Амстел голд рејс          | Квјатковски (8/8)  | Погачар (15/30)    | Пидкок (2/2)        | Скелмосе (2/2)      |
| Флеш Валон                | Тунс (2/2)         | Погачар (16/31)    | Вилијамс (2/2)      | Погачар (28/31)     |
| Лијеж—Бастоњ—Лијеж        | Евенепул (3/8)     | Евенепул (7/8)     | Погачар (20/31)     | Погачар (29/31)     |
| Ешборн—Франкфурт          | С. Бенет (2/2)     | Краг Андерсен      | Ван Гилс            | Метјуз (6/6)        |
| Тур де Романди            | Власов             | А. Јејтс (4/6)     | К. Родригез         | Алмеида (3/4)       |
| Ђиро д’Италија            | Хиндли             | Роглич (15/18)     | Погачар (21/31)     | С. Јејтс (3/3)      |
| Критеријум ди Дофине      | Роглич (12/18)     | Вингегор (3/6)     | Роглич (16/18)      | Погачар (30/31)     |
| Тур де Свис               | Томас (6/6)        | Скелмосе (1/2)     | А. Јејтс (6/6)      | Алмеида (4/4)       |
| Копенхаген спринт         | Није у календару   | Није у календару   | Није у календару    | Меус                |
| Тур де Франс              | Вингегор (1/6)     | Вингегор (4/6)     | Погачар (22/31)     | Погачар (31/31)     |
| Класика де Сан Себастијан | Евенепул (4/8)     | Евенепул (8/8)     | Ирши (2/3)          | Чиконе              |
| Тур де Полоње             | Хејтер             | Мохорич (3/3)      | Вингегор (6/6)      | Макналти            |
| Бенелукс тур              | Отказано           | Веленс (6/7)       | Веленс (7/7)        |                     |
| Хамбург сајкласик         | Халер              | Педерсен (2/4)     | Кој                 | Таунсенд            |
| Бретање класик            | Ван Арт (7/8)      | Мадуа              | Ирши (3/3)          |                     |
| Вуелта а Еспања           | Евенепул (5/8)     | Кус                | Роглич (17/18)      |                     |
| ГП де Квебек              | Коснефроа (2/2)    | Де Ли              | Метјуз (5/6)        |                     |
| ГП де Монтреал            | Погачар (11/31)    | А. Јејтс (5/6)     | Погачар (23/31)     |                     |
| Ђиро ди Ломбардија        | Погачар (12/31)    | Погачар (17/31)    | Погачар (24/31)     |                     |
| Тур оф Гуангси            | Отказано           | Вадер              | Ван Етвелт (2/2)    |                     |

## Статистика

### Највише освојених трка
Возачи који су подебљани су активни.
| Позиција | Возач              | Број побједа | Гранд тур трке | Монументални класици | Етапне трке | Класици | Године    | Реф.   |
| -------- | ------------------ | ------------ | -------------- | -------------------- | ----------- | ------- | --------- | ------ |
| 1.       | Тадеј Погачар      | 31           | 5              | 9                    | 9           | 8       | 2019–2025 | [ 43 ] |
| 2.       | Примож Роглич      | 18           | 5              | 1                    | 12          | 0       | 2018–2025 | [ 44 ] |
| 3.       | Метју ван дер Пул  | 15           | 0              | 8                    | 1           | 6       | 2019–2025 | [ 45 ] |
| 4.       | Алехандро Валверде | 14           | 1              | 2                    | 6           | 5       | 2009–2018 | [ 46 ] |
| 5.       | Филип Жилбер       | 13           | 0              | 5                    | 1           | 7       | 2009–2019 | [ 47 ] |
| 6.       | Крис Фрум          | 12           | 7              | 0                    | 5           | 0       | 2011–2018 | [ 48 ] |
| 7.       | Петер Саган        | 10           | 0              | 2                    | 1           | 7       | 2011–2018 | [ 49 ] |
| 8.       | Сајмон Геранс      | 9            | 0              | 2                    | 3           | 4       | 2009–2016 | [ 50 ] |
| 8.       | Алберто Контадор   | 9            | 4              | 0                    | 5           | 0       | 2009–2016 | [ 51 ] |
| 8.       | Винченцо Нибали    | 9            | 4              | 3                    | 2           | 0       | 2010–2018 | [ 52 ] |
| 11.      | Александер Кристоф | 8            | 0              | 2                    | 0           | 6       | 2014–2019 | [ 53 ] |
| 11.      | Ричи Порт          | 8            | 0              | 0                    | 8           | 0       | 2013–2021 | [ 54 ] |
| 11.      | Михал Квјатковски  | 8            | 0              | 1                    | 2           | 5       | 2015–2022 | [ 55 ] |
| 11.      | Ваут ван Арт       | 8            | 0              | 1                    | 0           | 7       | 2020–2023 | [ 56 ] |
| 11.      | Ремко Евенепул     | 8            | 1              | 2                    | 2           | 3       | 2019–2023 | [ 57 ] |
| 16.      | Фабијан Канчелара  | 7            | 0              | 5                    | 1           | 1       | 2009–2014 | [ 58 ] |
| 16.      | Наиро Кинтана      | 7            | 2              | 0                    | 5           | 0       | 2013–2017 | [ 59 ] |
| 16.      | Грег ван Авермат   | 7            | 0              | 1                    | 1           | 5       | 2016–2019 | [ 60 ] |
| 16.      | Тим Веленс         | 7            | 0              | 0                    | 6           | 1       | 2014–2024 | [ 61 ] |
| 20.      | Том Бонен          | 6            | 0              | 3                    | 0           | 3       | 2009–2012 | [ 62 ] |
| 20.      | Хоаким Родригез    | 6            | 0              | 2                    | 3           | 1       | 2010–2015 | [ 63 ] |
| 20.      | Елија Вивијани     | 6            | 0              | 0                    | 0           | 6       | 2017–2019 | [ 64 ] |
| 20.      | Жилијен Алафилип   | 6            | 0              | 1                    | 0           | 5       | 2018–2021 | [ 65 ] |
| 20.      | Герент Томас       | 6            | 1              | 0                    | 4           | 1       | 2015–2022 | [ 66 ] |
| 20.      | Адам Јејтс         | 6            | 0              | 0                    | 4           | 2       | 2015–2024 | [ 67 ] |
| 20.      | Јонас Вингегор     | 6            | 2              | 0                    | 4           | 0       | 2022–2024 | [ 68 ] |
| 20.      | Мајкл Метјуз       | 6            | 0              | 0                    | 0           | 6       | 2018–2025 | [ 69 ] |

### Побједе по државама
| Позиција | Држава                    | Број побједа | Возачи |
| -------- | ------------------------- | ------------ | --- |
| 1.       | Белгија                   | 75           | Жилбер (13), Евенепул (8), Ван Арт (8), Ван Авермат (7), Веленс (7), Бонен (6), Филипсен (4), Лампар (3), Насен (2), Стојвен (2), Тунс (2), Ван Етвелт (2), Деволдер, Нојенс, Вансумерен, Ванмарке, Бенот, Де Плус, Девенајс, Мерлије, Де ли, Ван Гилс, Меус |
| 2.       | Словенија                 | 58           | Погачар (31), Роглич (18), Шпилак (3), Мохорич (3), Брајкович, Боле, Тратник |
| 3.       | Шпанија                   | 44           | Валверде (14), Контадор (9), Х. Родригез (6), Л. Л. Санчез (3), Ј. Изагире (2), Ајусо (2), Фреире, С. Санчез, Морено, Инчаусти, Солер, Прадес, Мас, К. Родригез                                                                                              |
| 4.       | УК                        | 39           | Фрум (12), Томас (6), А. Јејтс (6), Вигинс (5), С. Јејтс (3), Пидкок (2), Вилијамс (2), Кевендиш, Гејган Харт, Хејтер |
| 5.       | Аустралија                | 37           | Геранс (9), Порт (8), Метјуз (6), Еванс (4), Гос (2), Дејвис, Мејер, Денис, Хејман, Јуан, Мекарти, Хиндли, Вајн |
| 6.       | Италија                   | 36           | Нибали (9), Вивијани (6), Скарпони (3), Гаспарото (2), Улиси (2), Колбрели (2), Ребелин, Балан, Гарцели, Басо, Мозер, Поцато, Паолини, Ару, Москон, Бетиол, Балерини, Чиконе                                                                                 |
| 6.       | Холандија                 | 35           | Ван дер Пул (15), Терпстра (4), Ван Барле (3), Хесинк (2), Молема (2),Димулен (2), Бум, Слагтер, Вининг, Пулс, Груневеген, Вадер, Кој |
| 8.       | Колумбија                 | 22           | Кинтана (7), Бернал (5), Лопез (2), Мартинез (2), Бетанкур, Уран, Енао, Чавез, Игита, Молано |
| 9.       | Данска                    | 20           | Вингегор (6), Фуглсанг (4), Педерсен (4), Валгрен (2), Асгрен (2), Скелмосе (2), Краг Андерсен |
| 10.      | Њемачка                   | 18           | Т. Мартин (4), Дегенколб (4), Грајпел (2), Акерман (2), Шахман (2), Кледен, Циолек, Арнт, Мајрхофер |
| 11.      | Француска                 | 17           | Алафилип (6), Демар (2), Коснефроа (2), Лапорт (2), Воклер, Шаванел, Галопен, Пино, Мадуа |
| 12.      | Норвешка                  | 15           | Кристоф (8), Босон Хаген (5), Нордог, Вереншолд |
| 13.      | Швајцарска                | 13           | Канчелара (7), Ирши (3), Цојг, Албасини, Шмит |
| 13.      | Сједињене Америчке Државе | 13           | Јоргенсон (3), Фарар (2), Хорнер (2), Паулес (2), Лајпхајмер, Талански, Кус, Макналти |
| 15.      | Словачка                  | 10           | Саган (10) |
| 16.      | Пољска                    | 9            | Квјатковски (8), Мајка |
| 16.      | Португалија               | 9            | Коста (5), Алмеида (4) |
| 18.      | Ирска                     | 7            | Д. Мартин (4), С. Бенет (2), Таунсенд |
| 19.      | Чешка                     | 6            | Кројцигер (3), Штибар (3) |
| 20.      | Луксембург                | 4            | А. Шлек (2), Јунгелс, Ф. Шлек |
| 20.      | Русија                    | 4            | Иванов, Мењшов, Закарин, Сиваков |
| 22.      | Аустрија                  | 3            | Ајзел, Гросшартнер, Халер |
| 23.      | Еквадор                   | 3            | Карапаз (2), Нарваез |
| 24.      | Казахстан                 | 2            | Винокуров, Иглињски |
| 24.      | Јужна Африка              | 2            | Импи (2) |
| 24.      | Нови Зеланд               | 2            | Џ. Бенет, Пичи |
| 25.      | Канада                    | 1            | Хеседал |
| 25.      | Еритреја                  | 1            | Гирмај |

### Побједе по тимовима
Тимови који су искошени, више нису активни.
| Позиција | Тим                       | Број побједа | Возачи |
| -------- | ------------------------- | ------------ | --- |
| 1.       | Инеос гренадирс           | 59           | Фрум (12), Квјатковски (7), Томас (6), Вигинс (5), Бернал (5), Порт (4), Босон Хаген (3), Вивијани (2), Ван Барле (2), Пидкок (2), Нордог, Пулс, Енао, Москон, Сиваков, Гејган Харт, А. Јејтс, Карапаз, Мартинез, Хејтер, К. Родригез |
| 1.       | УАЕ тим емирејтс ХРГ      | 59           | Погачар (31), А. Јејтс (3), Алмеида (3), Скарпони (2), Коста (2), Улиси (2), Кристоф (2), Веленс (2), Ирши (2), Ајусо (2), Балан, Шпилак, Боле, Поцато, Вајн, Нарваез, Молано, Макналти                                               |
| 3.       | Судал—Квик-степ           | 50           | Евенепул (8), Бонен (6), Алафилип (6), Терпстра (4), Вивијани (4) Жилбер (3), Штибар (3), Лампар (3), Асгрен (2), Дејвис, Деволдер, Т. Мартин, Квјатковски, Уран, Јунгелс, Мас, Девенајс, Балерини, С. Бенет, Алмеида                 |
| 4.       | Визма—лејз а бајк         | 50           | Роглич (15), Ван Арт (8), Вингегор (6), Јоргенсон (3), Хесинк (2), Лапорт (2), Мењшов, Фреире, Л. Л. Санчез, Бум, Слагтер, Џ. Бенет, Груневеген, Де Плус, Ван Барле, Кус, Вадер, Тратник, Кој, С. Јејтс                               |
| 5.       | Мовистар                  | 30           | Валверде (14), Кинтана (7), Коста (3), Л. Л. Санчез (2), Инчаусти, Ј. Изагире Солер, Карапаз, |
| 6.       | Џејко—алула               | 22           | Геранс (8), Импи (2), А. Јејтс (2), С. Јејтс (2), Метјуз (2), Албасини, Вининг, Хејман, Јуан, Чавез, Шмит |
| 7.       | ХДС Астана                | 21           | Нибали (5), Фуглсанг (4), Контадор (3), Валгрен (2), Лопез (2), Винокуров, Гаспарото, Иглињски, Ару, Ј. Изагире |
| 7.       | Алпесин—декунинк          | 21           | Ван дер Пул (15), Филипсен (4), Мерлије, Краг Андерсен |
| 9.       | Лото                      | 19           | Жилбер (8), Веленс (5), Ван Етвелт (2), Грајпел, Бенот, Де Ли, Ван Гилс |
| 9.       | Лидл—трек                 | 19           | Канчелара (4), Педерсен (4), Молема (2), Стојвен (2), Скелмосе (2), Цојг, Галопен, Хорнер, Порт, Чиконе |
| 11.      | ЦЦЦ про тим               | 18           | Ван Авермат (7), Еванс (4), Порт (3), Жилбер (2), Денис, Тунс |
| 11.      | Каћуша                    | 18           | Х. Родригез (6), Кристоф (6), Шпилак (2), Иванов, Морено, Паолини, Закарин |
| 11.      | Тинкоф                    | 18           | Контадор (6), Канчелара (3), Саган (3), А. Шлек (2), Ф. Шлек, Нојенс, Кројцигер, Мајка |
| 11.      | Ред бул—Бора—ханзгро      | 18           | Саган (3), Роглич (3), Акерман (2), Шахман (2), Мекарти, Гросшартнер, Игита, Власов, С. Бенет, Хиндли, Халер, Меус |
| 15.      | ЕФ едукејшон—изипост      | 15           | Д. Мартин (4), Фарар (2), Паулес (2), Мејер, Вансумерен, Хеседал, Талански, Бетиол, Ванмарке, Мартинез |
| 16.      | Пикник постнл             | 13           | Дегенколб (4), Метјуз (4), Димулен (2), Арнт, Ирши, Мајрхофер |
| 17.      | ХТЦ—хајроад               | 10           | Т. Мартин (3), Босон Хаген (2), Гос (2), Кевендиш, Грајпел, Ајзел |
| 17.      | Ликвигас                  | 10           | Саган (4), Кројцигер (2), Нибали (2), Басо, Мозер |
| 19.      | Бахреин—викторијус        | 8            | Мохорич (3), Нибали (2), Колбрели (2), Тунс |
| 20.      | Групама—ФДЈ               | 5            | Демар (2), Пино, Мадуа, Пичи |
| 21       | Рејдиошек                 | 4            | Хорнер, Брајкович, Кледен, Лајпхајмер |
| 21       | Декатлон АГ2Р ла мондијал | 4            | Коснефроа (2), Бетанкур, Насен |
| 23.      | Интермарш—ванти           | 2            | Гаспарото, Гирмај |
| 23.      | ГВ Шимано—сидермек        | 2            | Скарпони, Ребелин |
| 23.      | ИАМ сајклинг              | 2            | Шаванел, Насен |
| 23.      | Израел премијер тех       | 2            | Вилијамс (2) |
| 26.      | Тотал енержис             | 1            | Воклер |
| 26.      | Аква сапоне               | 1            | Гарцели |
| 26.      | Сервело тест тим          | 1            | Геранс |
| 26.      | Еускади—муријас           | 1            | Прадес |
| 26.      | Еускалтел—еускади         | 1            | С. Санчез |
| 26.      | Кубека некстхеш           | 1            | Циолек |
| 26.      | Уно—Х мобилити            | 1            | Вереншолд |
| 26.      | Ку 36.5 про сајклинг      | 1            | Таунсенд |

## Историја учешћа тимова

### Тренутни UCI ворлд тимови (2025)
| Тим                       | Држава                                            | Сезоне у ворлд туру  | Број сезона | Претходна имена тима |
| ------------------------- | ------------------------------------------------- | -------------------- | ----------- | --- |
| Визма—лејз а бајк         | Холандија                                         | 2009—2025            | 17          | Рабобанк (2009—2012), Бланко про сајклинг (2013), Белкин про сајклинг (2013—2014), ЛотоНЛ—Јумбо (2015—2018), Јумбо—визма (2019—2023) |
| Декатлон АГ2Р ла мондијал | Француска                                         | 2009—2025            | 17          | АГ2Р ла мондијал (2009—2020), АГ2Р ситроен (2021—2023) |
| ЕФ едукејшон—изипост      | Сједињене Државе                                  | 2009—2025            | 17          | Гармин—слипстрим (2009), Гармин—транзишен (2010), Гармин—сервело (2011), Гармин—баракуда (2012), Гармин—шарп (2012—2014), Кенондејл—Гармин (2015), Кенондејл (2016), Кенондејл—драпак (2016—2017), ЕФ едукејшен фирст—драпак п/б Кенондејл (2018), ЕФ едукејшен фирст (2019), ЕФ про сајклинг (2020), ЕФ едукејшон—нипо (2021) |
| Мовистар                  | Шпанија                                           | 2009—2025            | 17          | Кес д’Епарњ (2009—2010) |
| Судал—Квик-степ           | Белгија                                           | 2009—2025            | 17          | Квик-степ (2009—2011), Омега Фарма—Квик-степ (2012—2014), Етикс—Квик-степ (2015—2016), Квик-степ флорс (2017—2018), Декунинк—Квик-степ (2019—2021), Квик-степ алфа винал (2022) |
| УАЕ тим емирејтс ХРГ      | Италија (2009—2016) · УАЕ (2017—)                 | 2009—2025            | 17          | Лампре—НГЦ (2009), Лампре—фарнезе вини (2010), Лампре—фарнезе (2010), Лампре—ИСД (2011—2012), Лампре—мерида (2013—2016), УАЕ Абу Даби (2017), УАЕ тим емирејтс (2018—2024) |
| ХДС Астана                | Казахстан                                         | 2009—2025            | 17          | Астана (2009—2020), Астана премијер тех (2021), Астана Казахстан (2022—2024) |
| Групама—ФДЈ               | Француска                                         | 2009—2010, 2012—2025 | 16          | Франсес де жу (2009—2010), ФДЈ (2010, 2013, 2015—2018), ФДЈ—бигмат (2012), ФДЈ.фр (2013—2014) |
| Инеос гренадирс           | УК                                                | 2010—2025            | 16          | Скај (2010—2019), Инеос (2019—2020) |
| Лидл—трек                 | Луксембург (2011—2013) · Сједињене Државе (2014—) | 2011—2025            | 15          | Леопард трек (2011), Рејдиошек—нисан (2012), Рејдиошек—леопард (2013), Трек фактори рејсинг (2014—2015), Трек—сегафредо (2016—2023) |
| Џејко—алула               | Аустралија                                        | 2012—2025            | 14          | ГринЕЏ (2012), Орика—ГринЕЏ (2012—2016), Орика—бајк ексчејнџ (2016), Орика—скот (2017), Мичелтон—Скот (2018—2020), Бајк ексчејнџ (2021), Бајк ексчејнџ—џејко (2022) |
| Пикник постнл             | Холандија (2013—2014) · Њемачка (2015—)           | 2013—2025            | 13          | Аргос—шимано (2013), Џајант—шимано (2014), Џајант—алпесин (2015—2016), Санвеб (2017—2020), ДСМ (2021—2023), ДСМ—фирмениш (2023), ДСМ—фирмениш постнл (2024) |
| Бахреин—викторијус        | Бахреин                                           | 2017—2025            | 9           | Бахреин—мерида (2017—2019), Бахреин—макларен (2020) |
| Ред бул—Бора—ханзгро      | Њемачка                                           | 2017—2025            | 9           | |
| Кофидис                   | Француска                                         | 2009, 2020—2025      | 7           | |
| Интермарше—ванти          | Белгија                                           | 2021—2025            | 5           | Интермарше—ванти—гоберт—материокс (2021—2022), Интермарше—сиркус—ванти (2023) |
| Алпесин—декунинк          | Белгија                                           | 2023—2025            | 3           | |
| Аркеа—бб хотелс           | Француска                                         | 2023—2025            | 3           | Аркеа—самсик (2023) |

### Бивши UCI ворлд тимови
| Тим                 | Држава                                            | Сезоне у ворлд туру | Број сезона | Претходна имена тима |
| ------------------- | ------------------------------------------------- | ------------------- | ----------- | --- |
| Лото—судал          | Белгија                                           | 2009—2022           | 14          | Силенс—лото (2009), Омега Фарма—лото (2010—2011), Лото—белисол (2012—2014)                                                            |
| Каћуша—алпесин      | Русија (2009—2016) · Швајцарска (2017—2019)       | 2009—2019           | 11          | Каћуша (2009—2016) |
| ЦЦЦ                 | Сједињене Државе (2011—2018) · Пољска (2019—2020) | 2011—2020           | 11          | БМЦ рејсинг (2011—2018) |
| Тинкоф              | Данска (2009—2013) · Русија (2014—2016)           | 2009—2016           | 8           | Саксо банк (2009—2010, 2012), Саксо банк—сунгард (2011), Саксо банк—Тинкоф банк (2012), Саксо—Тинкоф (2013), Тинкоф—Саксо (2014—2015) |
| Кубека некстхеш     | Јужна Африка                                      | 2016—2021           | 6           | Дименжен Дата (2016—2019), НТТ про сајклинг (2020), Кубека асос (2021)                                                                |
| Кенондејл           | Италија                                           | 2009—2014           | 6           | Ликвигас (2009), Ликвигас—дојмо (2009—2010), Ликвигас—кенондејл (2011—2012)                                                           |
| Еускалтел—еускади   | Шпанија                                           | 2009—2013           | 5           | |
| ХТЦ—Хајроад         | Сједињене Државе                                  | 2009—2011           | 3           | Колумбија—хајроад (2009), Колумбија—ХТЦ (2009), ХТЦ—Колумбија (2010)                                                                  |
| Вакансолеј—ДЦМ      | Холандија                                         | 2011—2013           | 3           | |
| Израел премијер тех | Израел                                            | 2020—2022           | 3           | Израел старт ап нејшон (2020—2022) |
| Фотон—сервето фуџи  | Шпанија                                           | 2009—2010           | 2           | Фуџи—сервето (2009) |
| ИАМ сајклинг        | Швајцарска                                        | 2015—2016           | 2           | |
| Јуропкар            | Француска                                         | 2009, 2014          | 2           | Бокс бујгис телеком (2009) |
| Милрам              | Њемачка                                           | 2009—2010           | 2           | |
| Рејдиошек           | Сједињене Државе                                  | 2010—2011           | 2           | |